# Илия Гомов
Илия Атанасов Гомов е български просветен деец и революционер, деец на Вътрешната македоно-одринска революционна организация, санданист.

## Биография
Илия Гомов е роден в 1879 година в неврокопското село Каракьой, тогава в Османската империя. Още като млад се включва в националноосвободителните борби и става деец на ВМОРО. Завършва Скопското българско педагогическо училище. След като родното му село остава в пределите на Гърция в 1913 година, Гомов напуска родния си край и се мести в Неврокоп, България. Започва работа като учител в неврокопската прогимназия.
Влиза в така наречената Сярска група и е близък приятел на Димо Хаджидимов. Гомов се обявява против автономистичното схващане за освобождение на Македония.
Дълги години работи като учител в Сярското българско педагогическо училище. Убит е в Неврокопско на 20 октомври 1931 година на 52 години.